# Catocala clintoni
Catocala clintoni là một loài bướm đêm thuộc họ Erebidae. Nó được tìm thấy ở Ontario và Quebec, southward tới Florida, phía tây đến Texas và phía bắc đến Wisconsin.
Sải cánh dài 45–55 mm. Con trưởng thành bay từ tháng 2 đến tháng 7 tùy theo địa điểm. Có thể có một lứa một năm.
Ấu trùng ăn Crataegus, Gleditsia triacanthos, Malus pumila, Prunus americana, Prunus ilicifolia và Ulmus.